# Середньовічні Далмацькі князівства

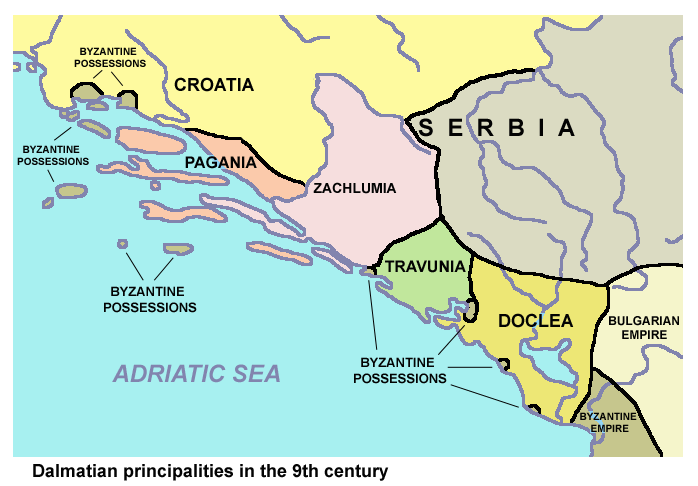
Князівства середньовічної Далмації: Паганія, Захумлє, Травунія та Дукля.

Далмацькі князівства — невеликі слов'янські князівства Паганія / Неретва, Захумлє / Хум, Травунія і Дукля, які в середньовіччі існували в південній частині Далмації. Паганія була новітним князівством між Цетиною і Неретвою. Території Захумля і Травунії простягались в глиб материка набагато далі, ніж сучасна Далмація. Дукля займала терени на південь від Которської зотоки до Скадарського озера.
Всі ці князівства мали самоврядування, слов'янське населення, що мали синкретичну релігію — суміш язичництва і християнства. Дукля, Захумлє і Травунія згадуються в De administrando imperio імператора Візантії Костянтина VII приблизно 950 року як сербські землі, народ що походить з Білої Сербії. Основна частина середньовічної Хорватії має назву «Біла Хорватія» і розташована на північному заході, між містами Дрниш, Книн і Синь.

## Паганія
Князівство Паганія (Неретва) мало кордон із Захумлє по річці Неретва. Князівство було поділено на три менші князівства (Макарська, Расточка/ Расток, Даленська). Паганія також контролювала острови Млєт, Корчула, Брач, Хвар. Головні міста в Паганії були: фортеці Омиш, Вруля, Макарська, Острог, Лавцен.

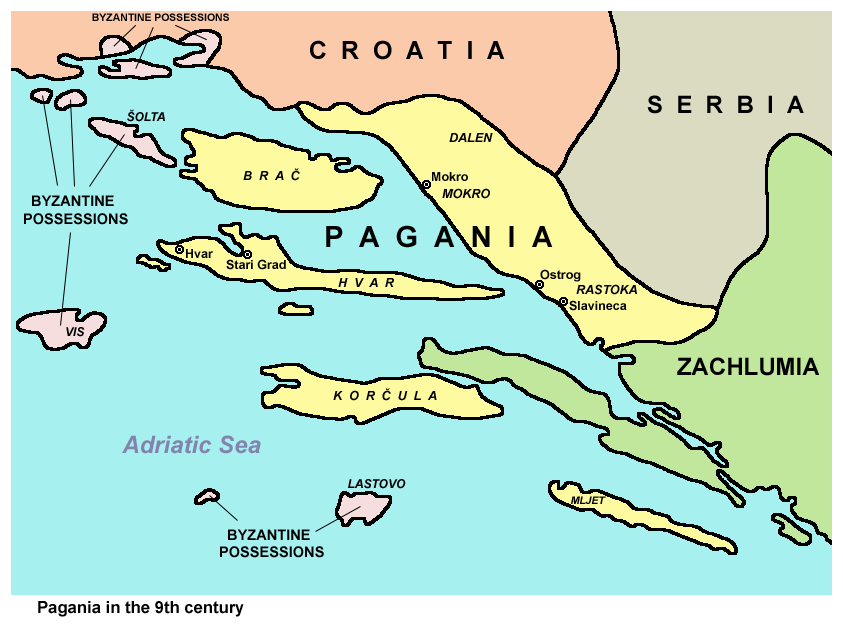
Паганія в IX столітті, згідно з De administrando imperio — сербський вид

Паганія пізно прийняла християнство.
Населення Паганії (неретвяни) займалися піратством. У 827 і 828 роках вони перекрили повністю торгівлю на Адріатиці, в той час венеційський флот був у сіцілійських водах. Як тільки флот Венеційської республіки повернувся, пірати Паганії звільнили шляхи. Також вони були відомі як язичники — в той час, коли вони прийняли християнство, всі серби вже були охрещені. Як тільки були файна нагода, мешканці Паганії негайно вирушали в нові рейди. У 834 і 835 роках вони захопили і вбили декілька венеційських торговців, що повертались з Беневенту. Щоб покарати піратів, венеційський дож почав військові експедиції проти них у 839. У 840, венецйнці почали експедиції проти неретвянського князя Людислава, але невдало. У 846, нова каральна експедиція, на слов'янські землі Паганії, зруйнувала одне з її найважливіших міст — Каорле, хоча неретвянський опір не припинився, оскільки вони продовжували мужньо протистояти венеційський окупації.
Неретва була під владою сербського правителя, Петара Гоніковича в IX столітті. Пізніше неретвянці приєдналися до короля Хорватії Томіслава І в першій половині X століття. Після смерті короля Трпмиру Паганія нарешті була включена безпосередньо в сербське королівство князя Часлава Клонимировича з династії Властимиричів у 927—931. Сербський період, у Неретві, характеризується як Золоте століття.
У 945 король Хорватії Крешимир помер, і спалахнула громадянська війна. Неретвіанці використали князя Часлава за для анексії хорватських територій і окупували острови Каз, Віс і Ластово, а також організувати захист своїх власних островів Млєт, Корчула, Брач і Хвар. У 948, венеційський дож П'єтро III з Криту направив 33 галери проти неретвян, але напад закінчився військовою поразкою, що з цієї миті Венеції довелося платити регулярно данину неретвянським князям.
Венеційський дож П'єтро I Орсеоло остаточно переміг їх у 998 і самопроголосив себе князем Далмації (Dux Dalmatianorum), хоча і без збитку для візантійського сюзеренітету. У 1050, неретвяни погодилися приєднатися до Королівства Хорватія під владу короля Стефана I. Підйом Дуклії, і відродження сербського царства на сході призвело до окупації Паганії, а також включення її як частину Захумл'я.

## Захумлє
Захумлє отримало свою назву від гори Хум біля Блага, де починається річка Буна. Там знаходиться два дуже старих міста: Бона і Хум. В Захумлє правлячі династії були Вишевичи аба Вушевичи, що були вихідцями з західної частини Білої Сербії. Вони називали себе Червоними хорватами, хоч за часів візантійського імператора Костянтина VII, вони були сербами. Захумлє рішуче протистояло будь-яким спробам контролю з боку сербських Великих князів на півночі, і зрештою її керманичі отримали, титул Великого князя для себе. Земля Захумля простяглася в східному напрямку до Каліновику і області Гатак, де вона межувала з Травунієй. Фактично кордон йшов уздовж Захумлської лінії Попово — Любін'є — Дабар і візантійський анклав Рагуза.
- Найбільші міста Захумлє: Ошл'є, Стон, Дабар, Мокро, Глумайнік
- Захумл'є було розділено на 9 менших князівств: Стон, Попово, Дубрава, Лука, Дабар, Веляке, Веченик.

Під сербською владою, для полегшення контролю Захумл'є було поділено на два князівства: Верхнє Захумлє і Нижнє Захумлє . Верхнє Захумлє незабаром було включено безпосередньо в Сербію, Нижнє Захумлє продовжувало існувати. Захумлє було васалом Хорватії за часів Томіслава, надалі залежить від Сербії, яку очолила Дукля. Після довгої династичної боротьби Захумлє анексує Паганію, з часом Захумлє стає частиною Великого Князівства Рашка.

## Травунія
Травунія або Тербунія була васалом Сербії. Населення князівства було червоними хорватами або сербами. В середині IX століття, великий князь Властимір віддав свою дочку заміж за князя з Травунії, даючи йому повну незалежність. Після того, Травунія стала частиною Сербії. Після падіння сербського царства князя Часлава Клонимировича в другій половині 10 столітті, Травунія увійшла до складу Дуклі.

## Дукля
Дукля була сербською середньовічною державою, що займала терени між річкою Зета, Скадарським озером і Которською затокою і межувала з Травунією в Которі. Дукля була першою автономною частиною Великого Князівства (Жупаната) Рашка, яка була васалом Візантії, а потім безпосередньо під візантійським сюзеренітетом до завоювання незалежністі в середині XI століття. Після падіння, Дукля була включена в єдину Сербську державу, де вона залишалась до окупації Османською імперією.
- Головні міста: Градац, Нові Град, Лонтодоклі;
- Столиці: Стон, Шкодер;
- Жупанії Дуклі: Лушка, Подлуж'є, Горска, Кучева з Будвой, Купелнік, Облік, Прапатна (сьогоденні Бар і Ульцинь), Црамниця, Грабаль.